# Gustav Schwabe
Gustav Adolf Schwabe (7. března 1854 Bílsko – 25. února 1937 Bílsko) byl rakouský a československý elektrotechnik a podnikatel. Pocházel z dnešního jižního Polska, od roku 1899 působil v Brně na významných technických a obchodních pozicích.

## Život
Narodil se v roce 1854 v Rakouském Slezsku ve městě Bílsko (nyní Polsko). V letech 1870–1872 pracoval u firem Sternickel & Gülcher v Biale a poté krátce do roku 1873 u J. F. Schwalbe & Sohn v Saské Kamenici. V letech 1873–1874 studoval v Saské Kamenici na Královské mistrovské škole. Po ukončení studia byl nejprve zaměstnán v několika strojírenských a elektrotechnických podnicích v Porýní, kde se postupně vypracoval na velmi schopného elektrotechnika a podnikatele. Pracoval zde např. jako konstruktér parních strojů ve firmě Bechem & Keetmann v Duisburgu nebo v podniku Helios-Elektrolicit-Ges.-AG v Kolíně nad Rýnem, kde zastával místo ředitele.
Poprvé se výrazně zviditelnil v červnu 1885 v Brně, když u příležitosti 25. výročí brněnského mužského pěveckého spolku zajišťoval elektrické osvětlení sálu. Řešení bylo ve své době pozoruhodné a způsobilo senzaci. Předpokládá se, že tehdy využil nového vynálezu – obloukové lampy, kterou znal od svého kolegy Gülchera. Ten se o její vývoj a propagaci výrazně zasloužil a jako vůbec první ji veřejně předvedl v Paříži. Oba kolegové spolu později založili elektrotechnickou společnost Gülcher & Schwabe Biela, těšící se vynikající pověsti.
V roce 1899 se Schwabe trvale usadil v Brně. Díky svým technickým a obchodním schopnostem byl přijat jako nástupce Augusta Lohnsteina do funkce generálního ředitele První brněnské strojírny (Erste Brünner Maschinen-Fabriks-Ges.). Tuto pozici však nezastával dlouho, neboť hned v následujícím roce 1900 došlo ke sloučení s firmou Friedrich Wannieck & Co. a jeho místo bylo zrušeno. Pro firmu pak zajišťoval významné dodávky do Německa, ale i do jiných firem – elektráren v Neapoli, Baku, Tbilisi, Malmö, Bukurešti, Buenos Aires aj. Působil také jako poradce generálního ředitele Friedricha Schustera ve společnosti Vítkovické horní a hutní těžařstvo (Witkowitzer Bergbau- und Eisenhüttengewerkschaft).
Gustav Schwabe zemřel v Bílsku 25. února 1937 ve věku 82 let.

## Ocenění
Znalosti, zkušenosti a pokrokové metody Gustava Schwabeho vedly k udělení čestného doktorátu za vynikající zásluhy o výstavbu příkladných rozsáhlých elektronických systémů. Oceněný poděkoval nadací a odkazem ve prospěch univerzity:
- rok 1933 – čestný doktorát Technické univerzity v Braunschweigu

## Památka

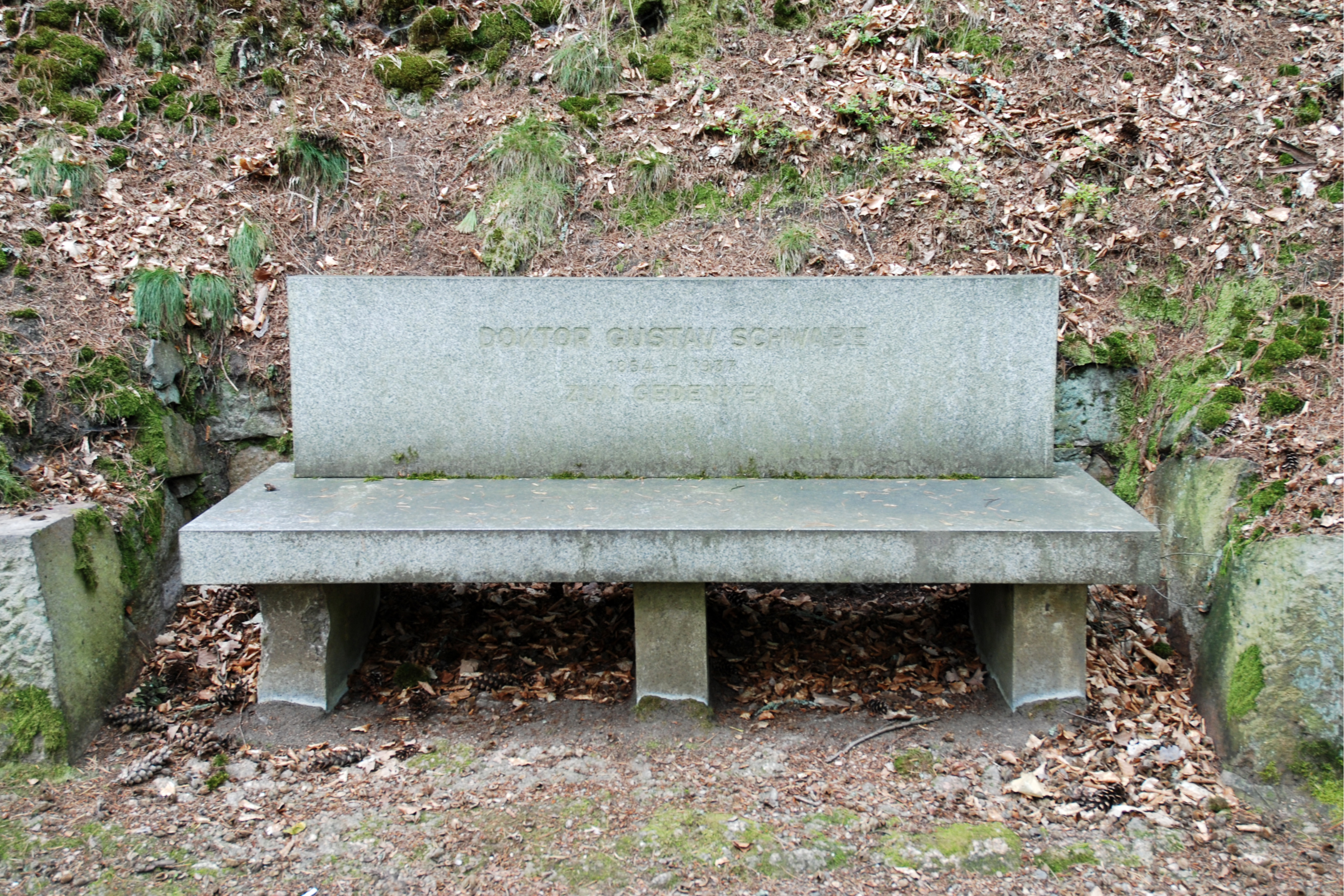
Lavička v Karlových Varech

Gustav Schwabe býval častým lázeňským hostem v Karlových Varech. Svého času bylo zvykem na území karlovarských lázeňských lesů vytvářet drobné či větší historické památníky na počest významného lázeňského hosta či hostů nebo jako poděkování za hostovo uzdravení.
Vzpomínková lavička jako památka na doktora Gustava Schwabeho byla ještě v roce jeho úmrtí, tedy 1937, postavena na tehdejší stezce Lenochů (tehdy s názvem Faulenzerweg).